# Calanthemis subcruciatus
Calanthemis subcruciatus är en skalbaggsart som först beskrevs av White 1855.  Calanthemis subcruciatus ingår i släktet Calanthemis och familjen långhorningar.
Artens utbredningsområde är Moçambique. Inga underarter finns listade.